# District de Tiexi (Shenyang)
Pour les articles homonymes, voir Tiexi.
Le district de Tiexi (铁西区 ; pinyin : Tiěxī Qū) est une subdivision administrative de la province du Liaoning en Chine. Il est placé sous la juridiction de la ville sous-provinciale de Shenyang.
Le lieu du tournage du film documentaire de Wang Bing, À l'ouest des rails, se situe dans ce district.